# Nemzeti jelkép megsértése
A nemzeti jelkép megsértésének vétsége a magyar büntetőtörvénykönyv szerint büntetendő cselekmény, a köznyugalom elleni bűncselekmények csoportjába tartozik. A bűncselekménnyé minősítés célja, hogy garantálják Magyarország jelképeinek tiszteletben tartásához fűződő társadalmi érdeket.

## Törvényi meghatározása
„Aki nagy nyilvánosság előtt Magyarország  himnuszát, zászlaját, címerét vagy a Szent Koronát sértő vagy lealacsonyító kifejezést használ, illetve azokat más módon meggyalázza, ha súlyosabb bűncselekmény nem valósul meg, vétség miatt egy évig terjedő szabadságvesztéssel büntetendő.”

## Története
Ezt a bűncselekményt korábban az 1978. évi IV. törvény 269/A. §-a szabályozta. Ennek a rendelkezésnek az alkotmányellenességére hivatkozva indítványt terjesztettek be az Alkotmánybírósághoz.
Az Alkotmánybíróság 13/2000. (V.12.) határozatában kifejtette, hogy noha a nemzeti jelképekkel kapcsolatos negatív kritikák, vélemények nem szankcionálhatóak, azaz a jelképek nem kritizálhatatlanok, a nemzeti jelképek bizonyos értelemben kívül esnek a vélemények pluralizmusán.

## A bűncselekmény jogi tárgya
A bűncselekmény jogi tárgya a magyar nemzeti jelképek, mint a nemzet összetartozását szimbolizáló himnusz, zászló, és címer sérthetetlenségében és tiszteletben tartásában megnyilvánuló köznyugalom.

## A bűncselekmény elkövetési tárgya
Elkövetési tárgyai a magyar Alaptörvényben nemzeti jelképeknek elismert himnusz, zászló, és címer.

## Elkövetési magatartása
Elkövetési magatartása a sértő vagy lealacsonyító kifejezés használata (vagyis a jelképekkel kapcsolatos nemzeti érzületet sértő, becsmérlő szavak, kifejezések) vagy más ilyen cselekmény (zászló elégetése, letépése, bemocskolása). A cselekményeknek nagy nyilvánosság előtt kell történniük. 
A bűncselekmény az elkövetési magatartás kifejtésével befejezetté válik. 

## A bűncselekmény alanya
A bűncselekmény alanya bárki lehet.

## Szándékosság
A bűncselekmény  kizárólag szándékosan követhető el.

## Szubszidiaritás
Szubszidiárius bűncselekmény, tehát csak akkor büntetendő, ha súlyosabb bűncselekmény nem valósul meg. Látszólagos halmazat áll fenn a közösség elleni izgatással vagy a garázdasággal.